# Municipio de Mount Ulla
El municipio de Mount Ulla (en inglés: Mount Ulla Township) es un municipio ubicado en el  condado de Rowan en el estado estadounidense de Carolina del Norte. En el año 2010 tenía una población de 1.692 habitantes.

## Geografía
El municipio de Mount Ulla se encuentra ubicado en las coordenadas 35°40′7.5″N 80°43′36.25″O / 35.668750, -80.7267361.